# Obeliscul Carolina din Cluj-Napoca
Obeliscul Carolina din Cluj-Napoca, cunoscut și ca Stâlpul Carolina sau Ștatua Carolina (în maghiară Karolina-oszlop), a fost ridicat în 1831 sub forma unei coloane monumentale. Se găsește în Piața Muzeului.

## Istoric
În 1817 împărăteasa austriacă Carolina Augusta împreună cu soțul ei, împăratul Francisc I, au efectuat o vizită la Cluj, cu scopul de a întări loialitatea supușilor din această parte a imperiului. Vizita la Cluj a fost în continuarea vizitelor efectuate de perechea imperială la Bistrița, respectiv Dej. Ca urmare a acestei vizite, clujenii au inițiat un proiect de construire a unui monument dedicat acestei vizite. Proiectul s-a oprit din lipsa fondurilor, el fiind realizat în cele din urmă de donația de 16.000 de forinți a procurorului Clujului, Imre Topler, care spera ca în urma realizării obeliscului să îi fie acordat gradul nobiliar pe care îl solicitase.
Inițial Obeliscul Carolina a fost amplasat în actuala Piața Unirii (fosta Piața Mare). În anul 1898 ea a fost mutată în actuala Piața Muzeului (fosta Piața Mică sau Piața Carolina Augusta) cu ocazia reamenajării centrului, pentru a face loc statuii lui Matia Corvin.
Acesta este primul monument laic al Clujului, celelalte construite până atunci în oraș având semnificație religioasă. 
În imediata vecinătate a obeliscului se află Palatul Mikes din Cluj.

## Descriere
Obeliscul are o înălțime de 10 m, iar pe 3 laturi ale sale sunt basoreliefuri cu aspecte din vizita imperială. Basoreliefurile reprezintă stema Clujului, o inscripție latină (evocă această vizită), intrarea alaiului imperial în Cluj prin Poarta de Mijloc a cetății și vizita la Spitalul Orășenesc (Piața Muzeului nr.6). Obeliscul propriu-zis, îngerul purtând efigiile într-o cunună de lauri și cei 4 vulturi de piatră care țin în plisc lauri sunt opera a doi clujeni - sculptorul Anton Csürös și profesorul de desen Samuel Nagy, iar reliefurile înfățișând momente din vizita împăratului au fost realizate de sculptorul vienez Josef Klieber (1773-1850).
Descrierea reprezentărilor plastice de pe cele patru laturi:
- Est (latura principală). Sus: basorelief cu un înger care ține în brațe un medalion cu portretele lui Francisc și Carolina Augusta. Jos: basorelief cu intrarea în Cluj a alaiului imperial prin Poarta Străzii de Mijloc.
- Sud: basorelief cu stema orașului Cluj (cu 3 turnuri) în secolul al XIX-lea.
- Vest: basorelief cu vizita perechii imperiale la Spitalul Orășenesc din Cluj (Piața Muzeului nr.6, clădire demolată în anul 1914). Carolina Augusta dă bani unei cerșetoare la intrarea în spital.
- Nord: inscripția latină din fontă (evocă vizita perechii imperiale la Cluj).

Pe fiecare dintre cele patru colțuri de deasupra bazei obeliscului, se alfă câte o statuie reprezentând un vultur care ține în cioc câte o cunună de lauri din fier forjat. Vulturii au fost sculptați din calcar.

## Galerie de imagini

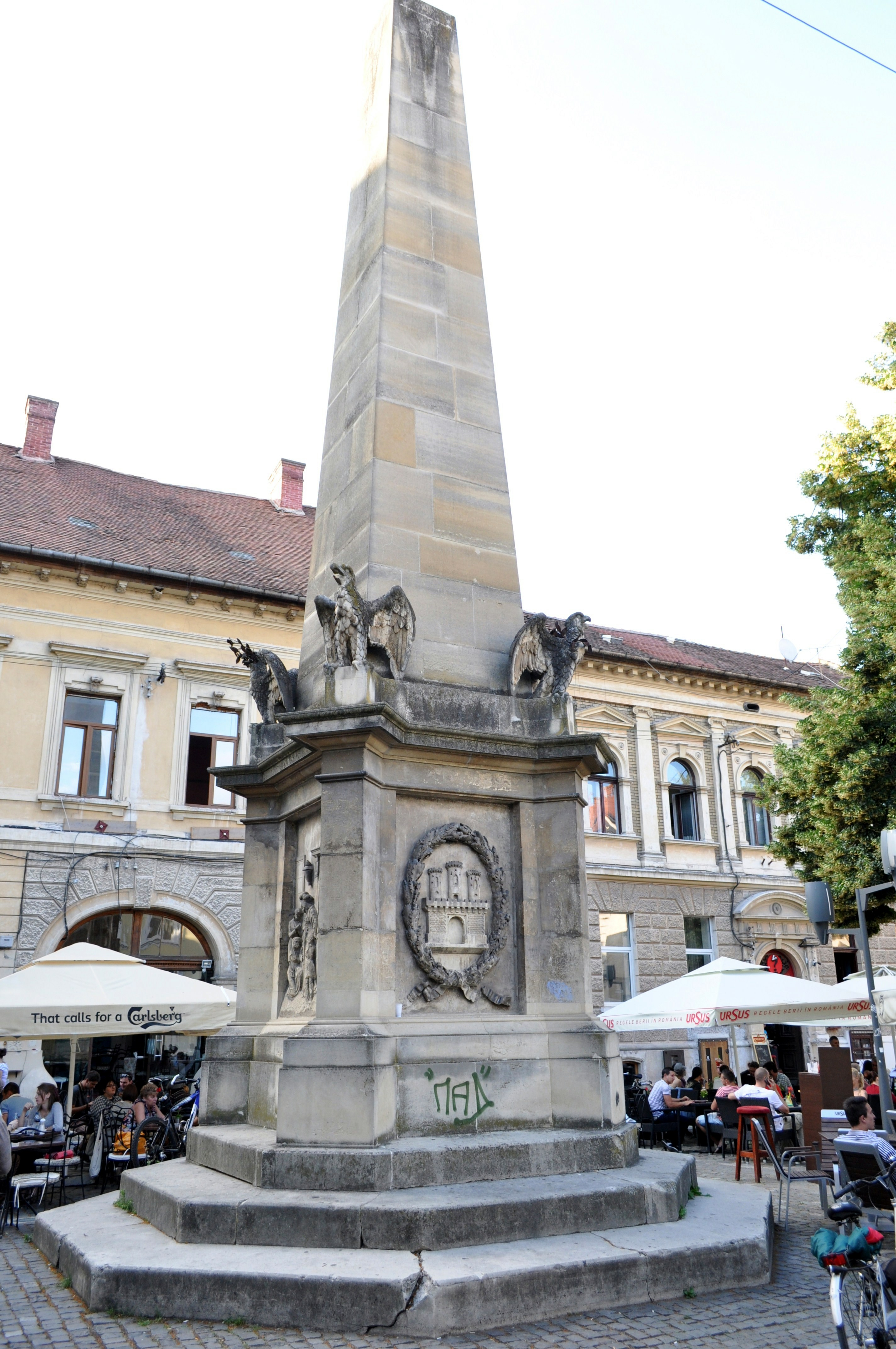
Obeliscul Carolina (Piaţa Muzeului)
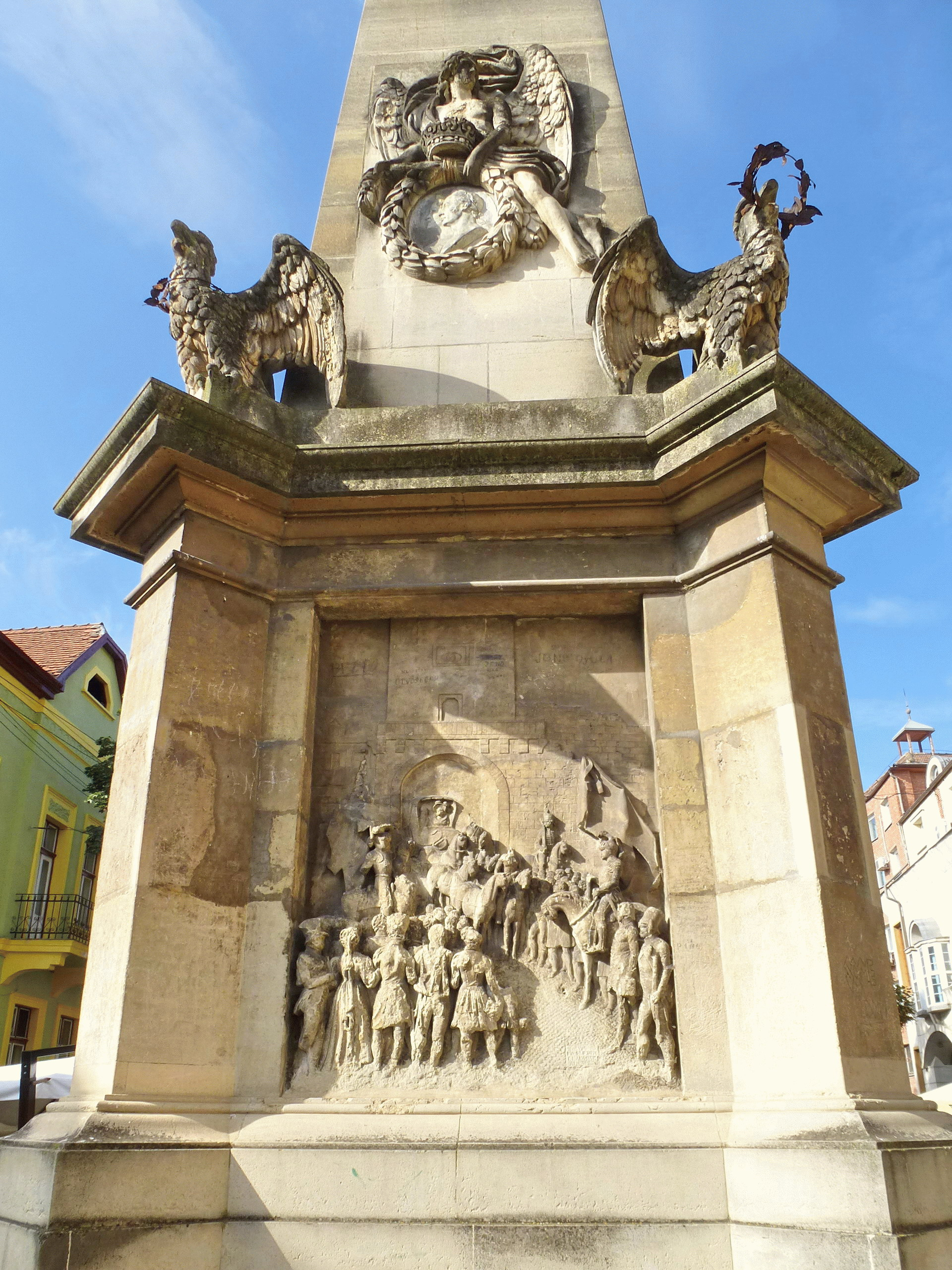
Latura de est
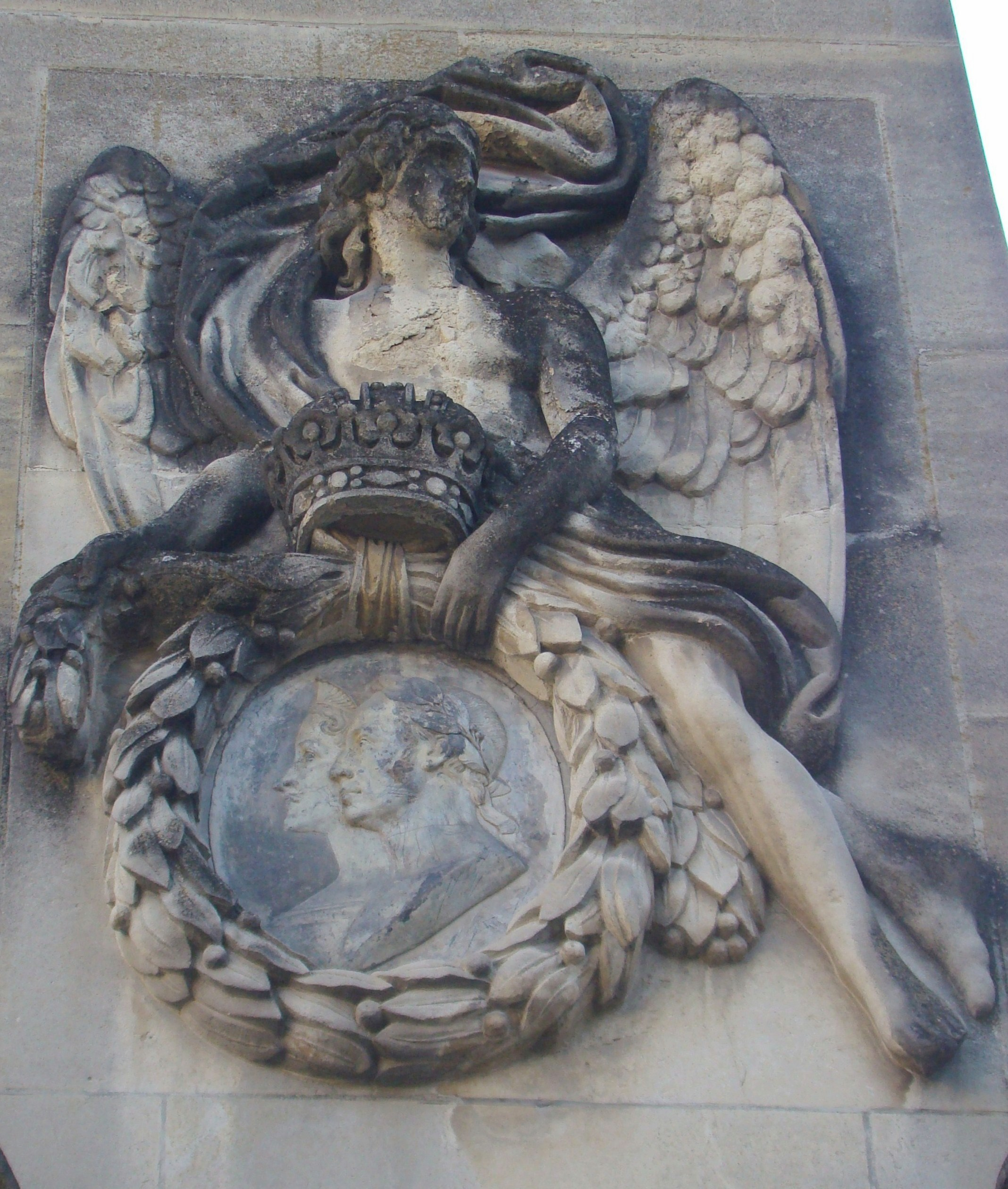
Basorelief pe latura principală de est (înger care ține în brațe un medalion cu portretele lui Francisc și Carolina Augusta)
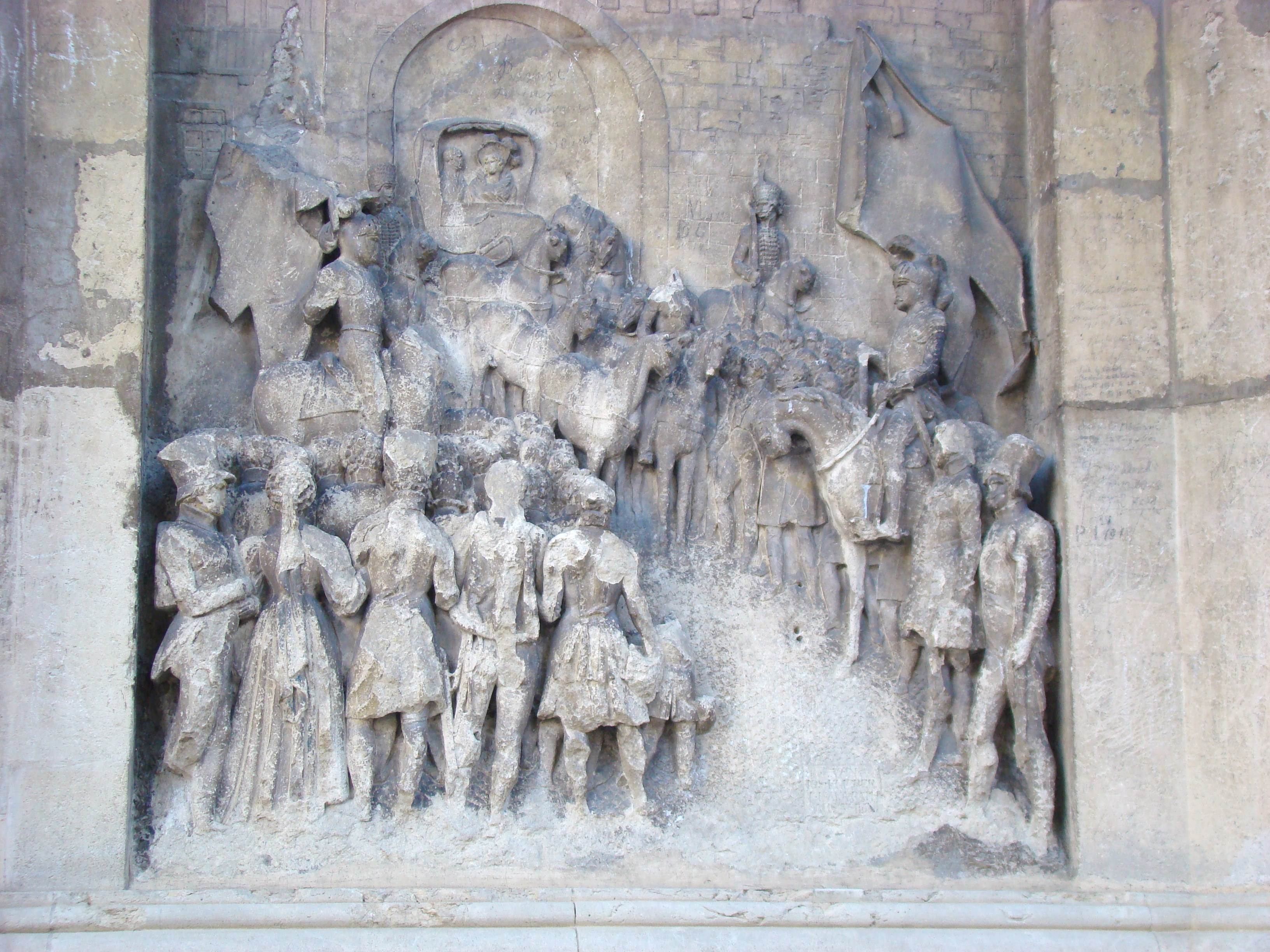
Basorelief pe latura principală de est (intrarea în Cluj a alaiului imperial prin Poarta de Mijloc)
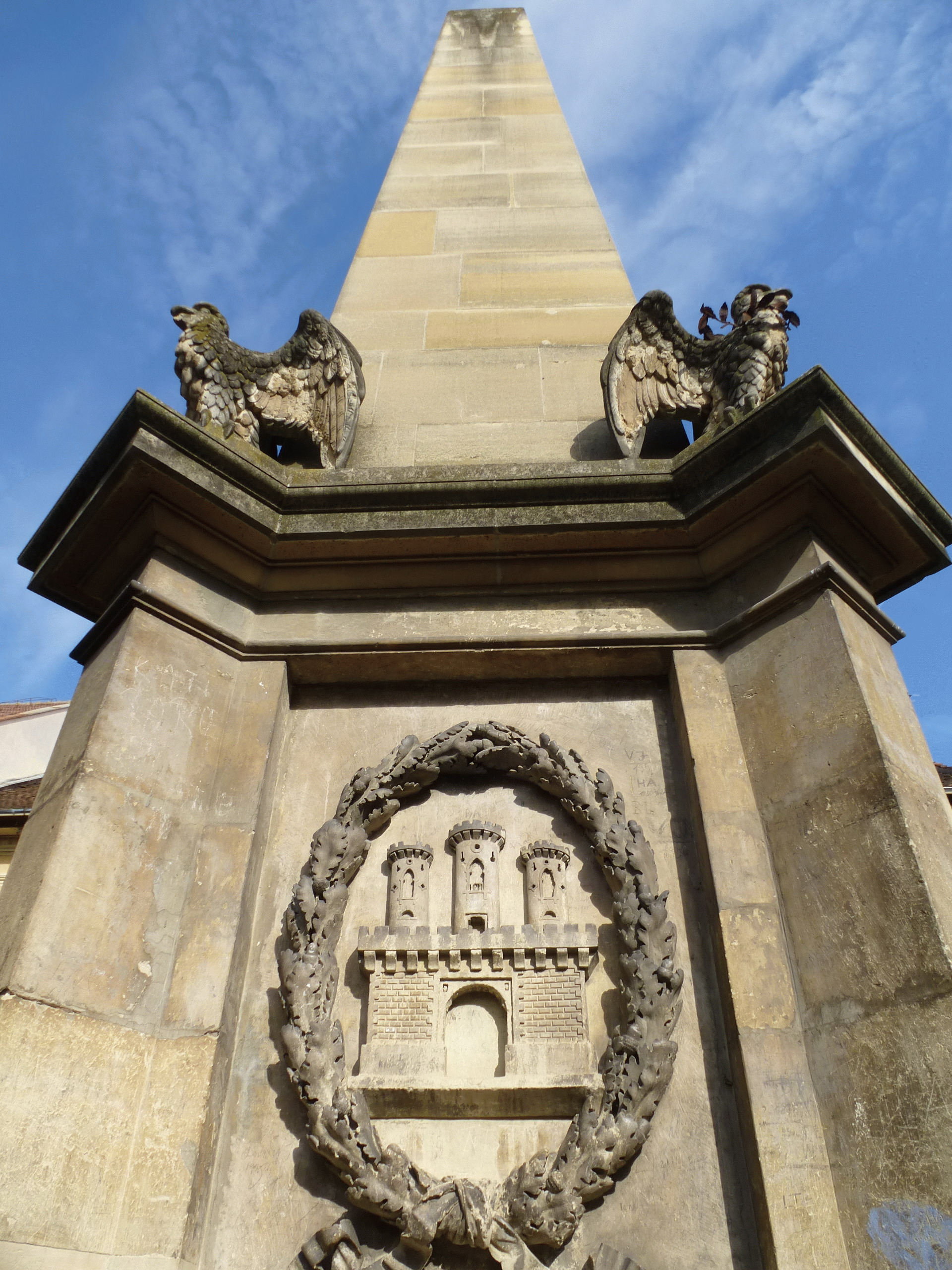
Latura de sud
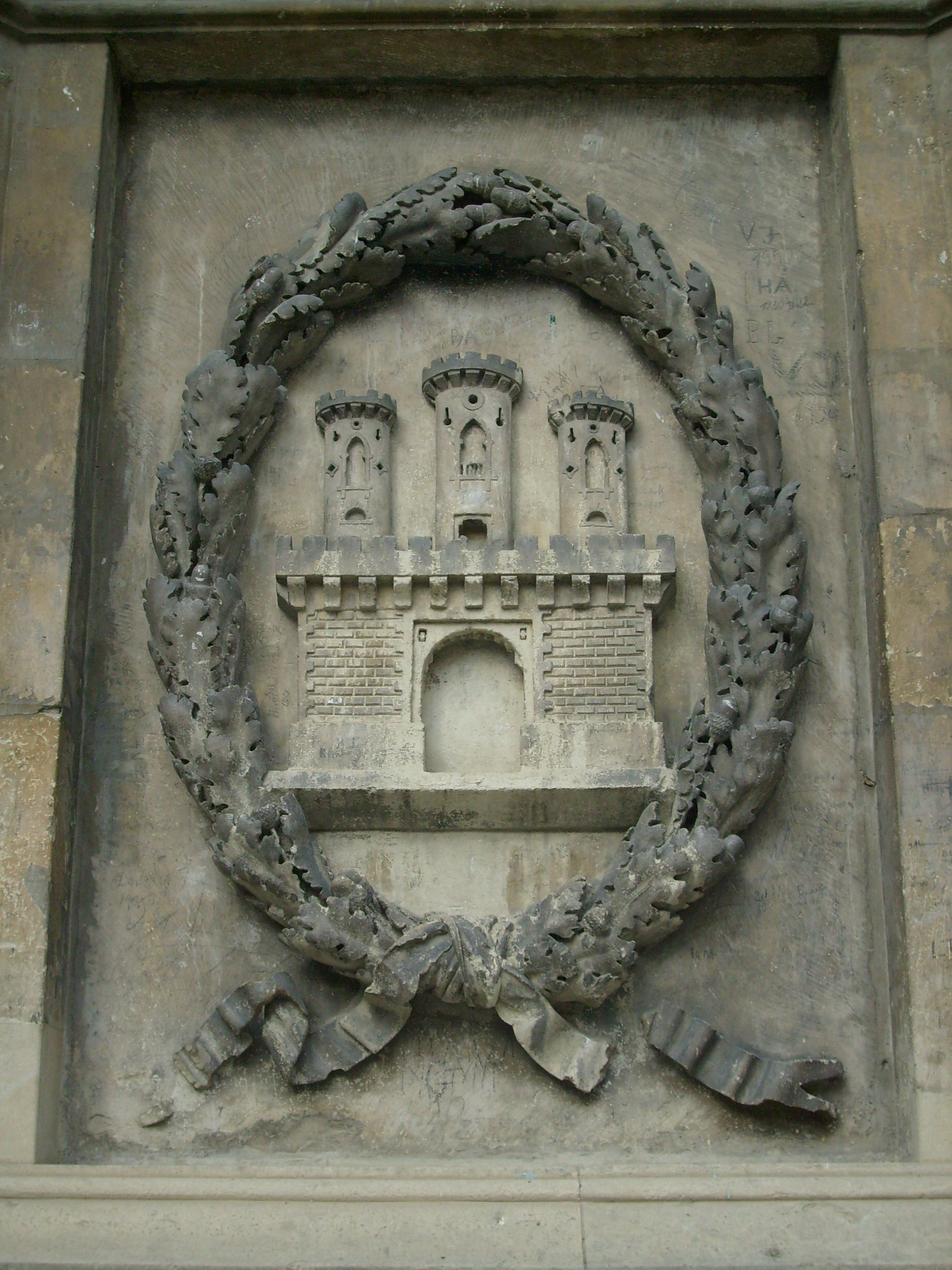
Basorelief pe latura de sud (stema orașului Cluj în sec. XIX)
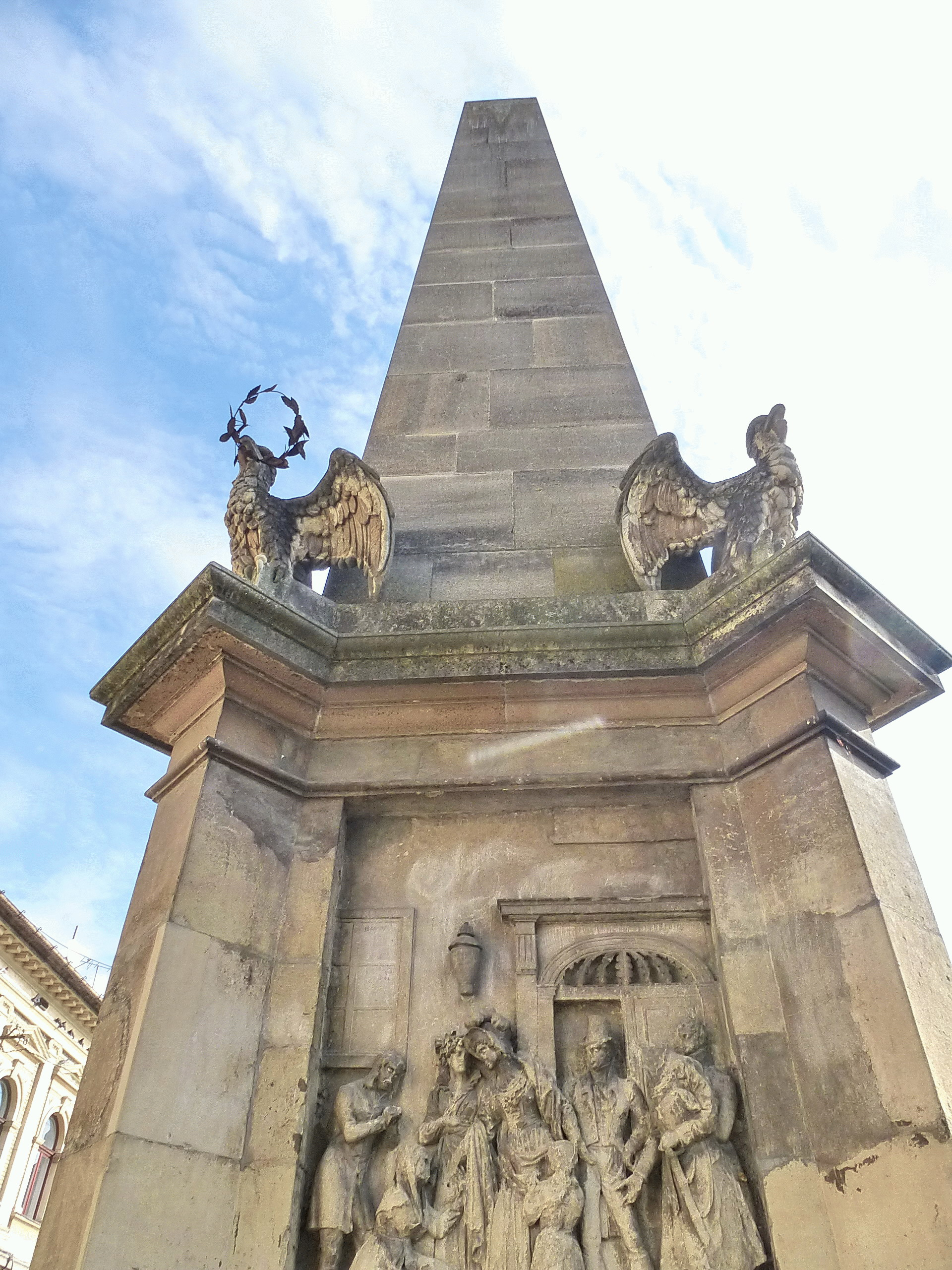
Latura de vest
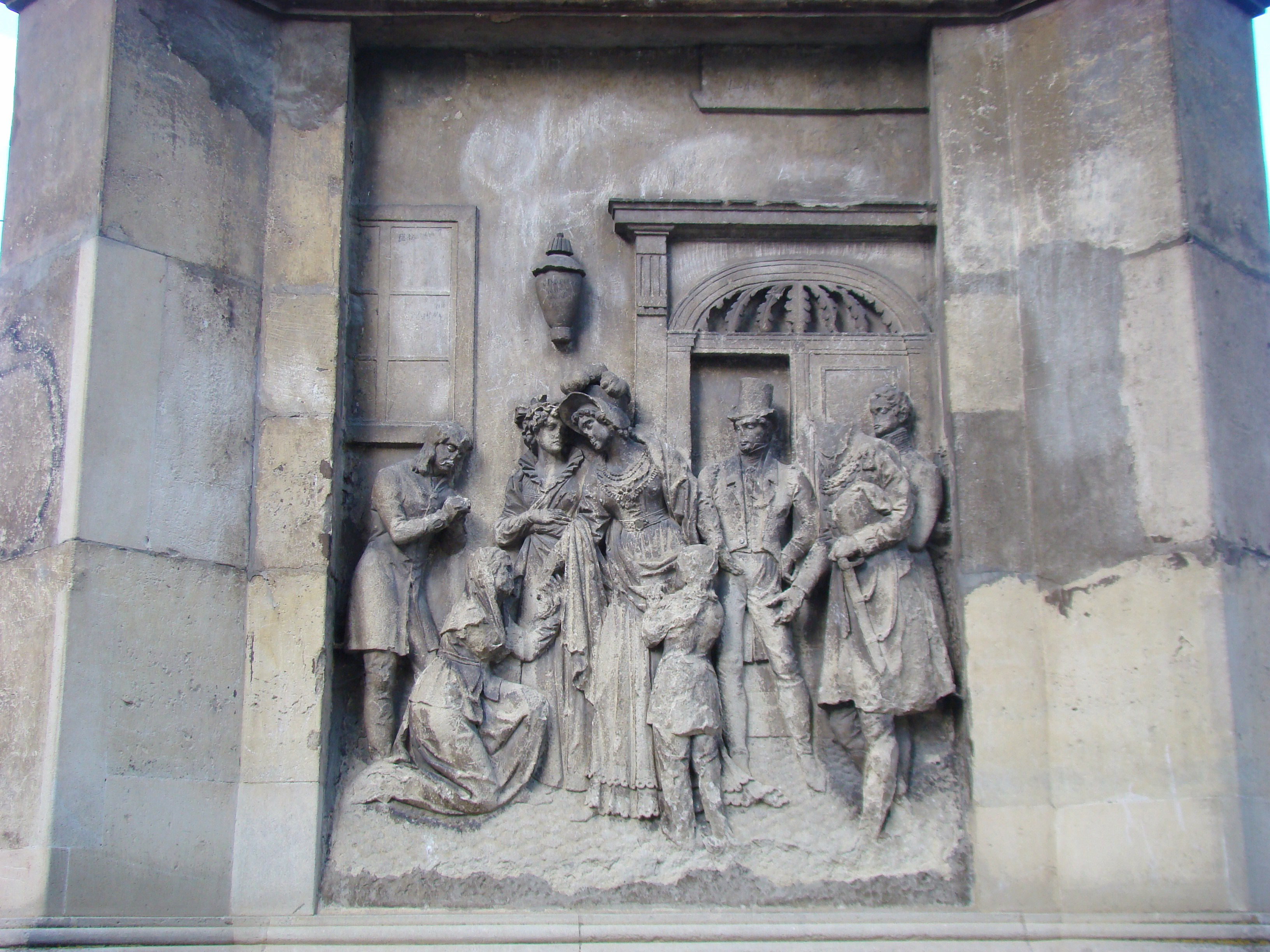
Basorelief pe latura de vest (vizita perechii imperiale la Spitalul Orăşenesc din Cluj, Piața Muzeului nr.6)
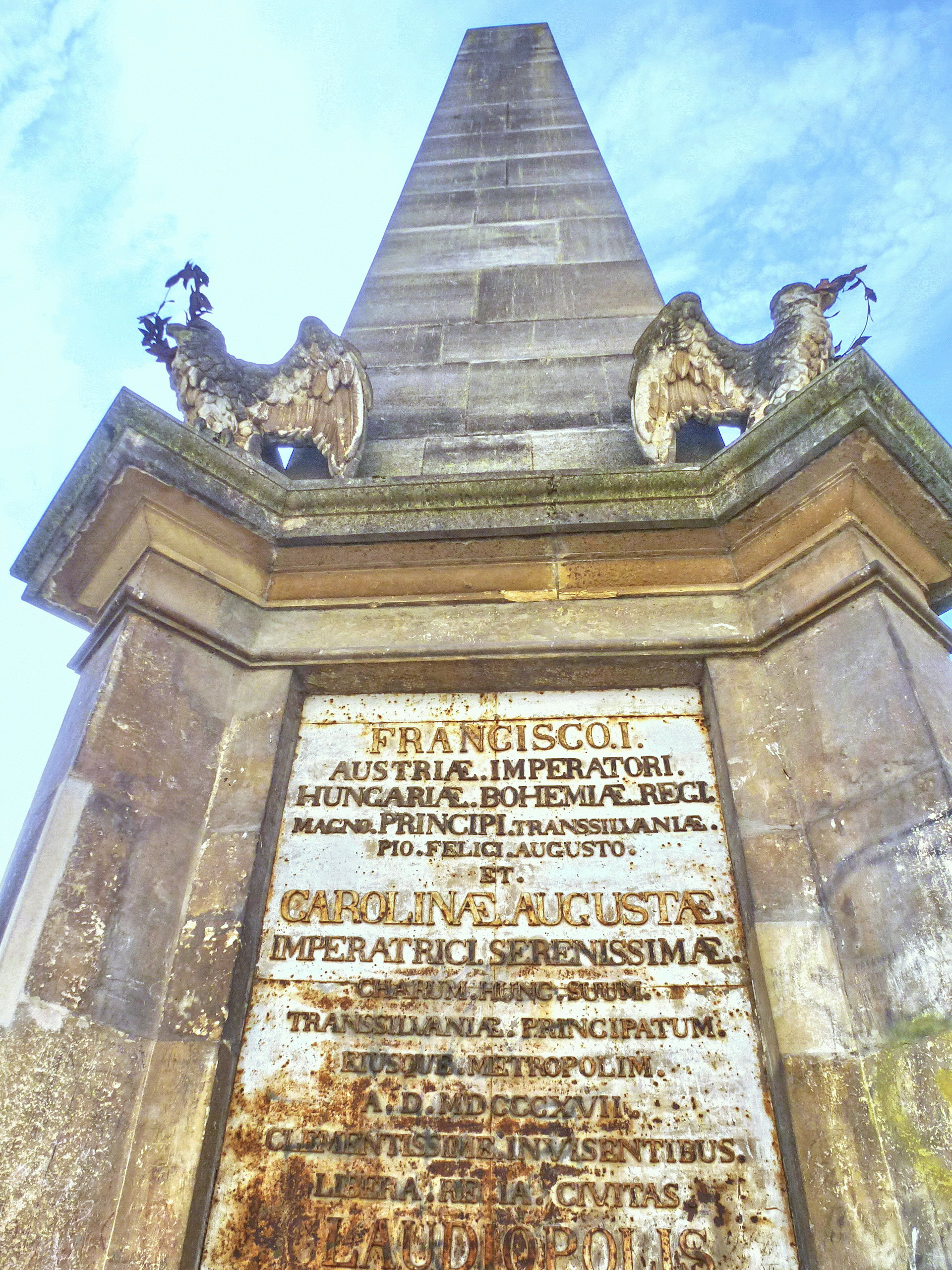
Latura de nord cu inscripţia latină
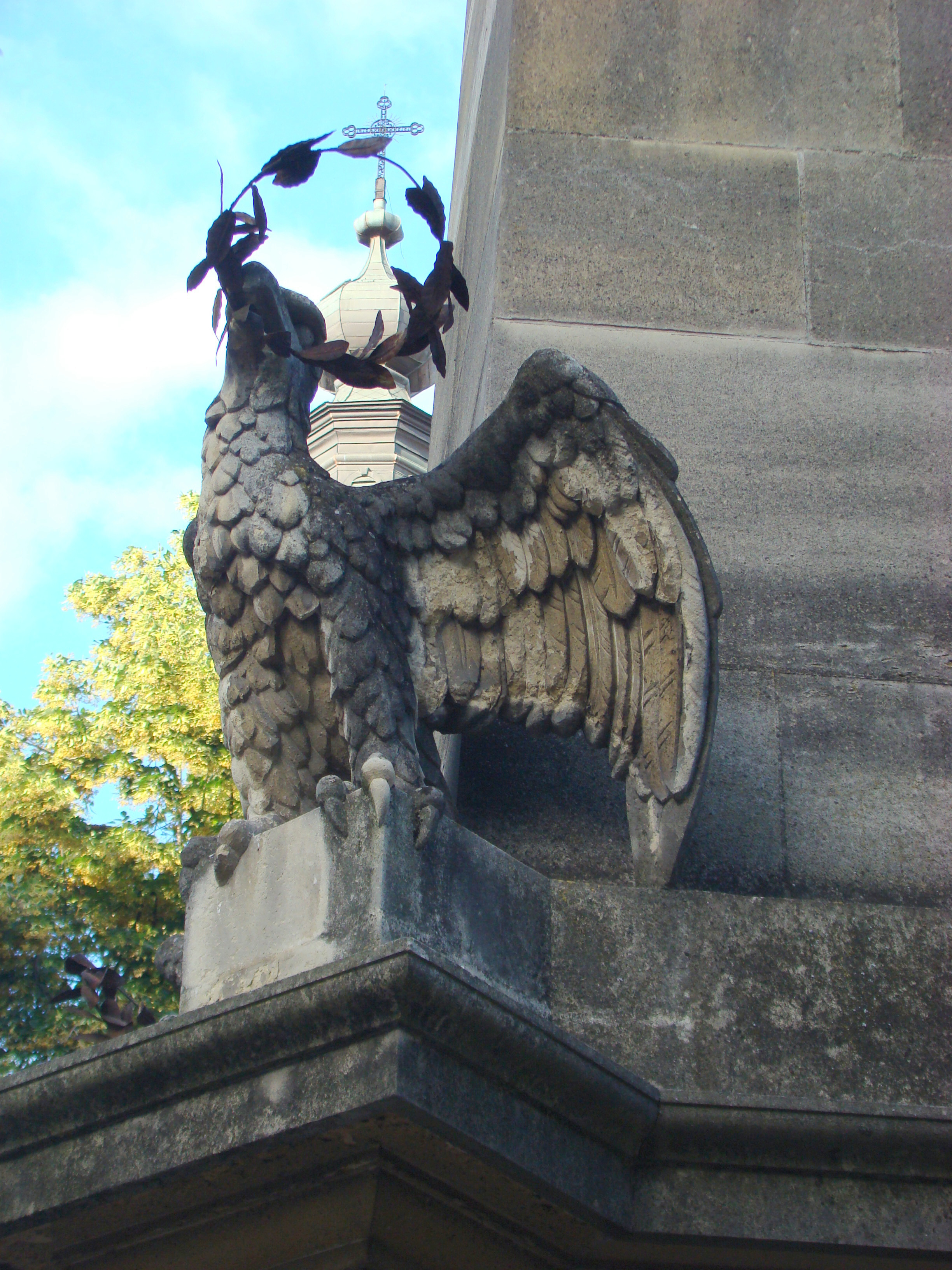
Unul din cei 4 vulturi cu coroane de lauri în cioc